# TWIN (早見優のアルバム)
『TWIN』（ツイン）は、1985年11月30日に発売された早見優の8枚目のオリジナルアルバム。発売元はトーラスレコード。企画品番は、LP:28TR-2088 / CT:28TT-1088 / CD:32TX-1029。

## 概要
全曲オリジナル曲で構成されており、このアルバムの直前に発売された15枚目のシングル「CLASH」は収録されていない。
2012年に本アルバムを含むオリジナル・アルバムを全て収めたCD-BOX『Thank YU〜30th Anniversary Special Box〜』が発売された際には、アルバム未収録のシングル曲がボーナス・トラックとして4曲追加され『TWIN+4』としてDisc-8に収録された。

## 収録曲

### LP・CT

#### Side A
1. アバンギャルド レディー
作詞: 岩里祐穂 / 作曲: 岩里祐穂・三浦一年 / 編曲: 大谷和夫
2. Kiss
作詞: 有川正沙子 / 作曲: 安藤正容 / 編曲: 川上了
3. ME・GA・MIな気分
作詞: 園部和範 / 作曲: 小田裕一郎 / 編曲: 入江純
4. 薔薇の秘密
作詞: 森雪之丞 / 作曲: 村松邦男 / 編曲: 茂木由多加
5. 夜風とセレナーデ
作詞・作曲: 茂村泰彦 / 編曲: 川上了

#### Side B
1. Wanna Change You
作詞: 松本一起 / 作曲・編曲: 川上了
2. ニュートラル
作詞: 有川正沙子 / 作曲: 水沢朱里 / 編曲: 川上了
3. HUSH!
作詞・作曲: Jim Steele / 編曲: 川上了
4. COOL MAN
作詞: 松本一起 / 作曲: 安藤正容 / 編曲: 川上了
5. SOMEBODY TO LOVE
作詞・作曲: Jim Steele / 編曲: 川上了

### CD
1. アバンギャルド レディー
2. Kiss
3. ME・GA・MIな気分
4. 薔薇の秘密
5. 夜風とセレナーデ
6. Wanna Change You
7. ニュートラル
8. HUSH!
9. COOL MAN
10. SOMEBODY TO LOVE

### TWIN+4
1. アバンギャルド レディー
2. Kiss
3. ME・GA・MIな気分
4. 薔薇の秘密
5. 夜風とセレナーデ
6. Wanna Change You
7. ニュートラル
8. HUSH!
9. COOL MAN
10. SOMEBODY TO LOVE
[Bonus Track]
11. PASSION
作詞・作曲: 中原めいこ / 編曲: 新川博
  - 14枚目のシングルA面曲。
12. XANADU
作詞・作曲: 中原めいこ / 編曲: 新川博
  - 「PASSION」のB面曲。
13. CLASH
作詞: 松本一起 / 作曲: 岩里祐穂・三浦一年 / 編曲: 新川博
  - 15枚目のシングルA面曲。
14. 渚のフーガ
作詞: 岩里祐穂 / 作曲: 三浦一年 / 編曲: 新川博
  - 「CLASH」のB面曲。

## 参考資料
Idol.ne.jp | 70-80年代アイドル・芸能・サブカル考察サイト